# Toaru Kagaku no Accelerator
Toaru Kagaku no Accelerator (яп. とある科学の一方通行, Toaru Kagaku no Akuserarēta) — японська манґа, написана Кадзумою Камачі та проілюстрована Аратою Ямаджі. Спін-оф To Aru Majutsu no Index. У липні 2019 року відбулася прем'ера аніме-адаптації за манґою.

## Сюжет
Після захисту Last Order за рахунок більшої частини своєї сили, Акселератор виявляється втягнутим у новий конфлікт у формі зловісної організації, яка розраховує використовувати Last Order для небезпечної місії. Тепер, коли вони перебувають у пошуках дівчини, її доля залежить від найпотужнішого в світі еспера та його супутниці Естелль Розенталь. І вони зроблять усе необхідне для захисту Last Order й Академія-Сіті.

## Персонажі
Акселератор
Найсильніший Еспер в Академія-Сіті, а згодом — один з протагоністів серіалу. Справжнє ім'я невідоме, але в першому сезоні згадується, що ім'я складалося з трьох ієрогліфів, а прізвище — з двох. Виглядає і поводиться як закінчений садист, але насправді, така ж жертва експериментів, як клони Мисаки. Навколишні бояться і ненавидять його за цю силу. Приблизно такого віку, як і Тома. Його сила — «Зміна векторів», форма телекінезу, що дозволяє йому змінювати напрямок векторів будь-чого, що він торкнеться. Ця можливість дозволяє Акселератору здійснювати такі зміни, як, наприклад, зміна напрямку потоку крові, в організмі людини. Його здатність автоматична, це означає, що він повинен підсвідомо дозволяти силі тяжіння впливати на нього. Також його тіло блокує ультрафіолетові промені, отже, його волосся — біле та шкіра — світла, тобто тіло не виробляє меланін. Дуже прив'язаний до Last Order, але не показує цього. Пізніше приєднується до організації GROUP. Унікальні здібності акселератора роблять його об'єктом експериментів зі створення Еспера 6 рівня. Так як в Академія-Сіті всього сім Есперів 5 рівня, вчені сформували спеціальну програму «підвищення рівня». Акселератор повинен вбити 20000 Есперів 3 рівня: клонів Місакі Мікото. Мікото намагалася зупинити експеримент, рятуючи своїх сестер. Зрештою Тома завдає поразки Акселератору, скориставшись своєю силою. Був привезений до Академія-Сіті в ранньому віці, коли його сила вперше проявилася, але через відсутність розуміння його здібностей, люди боялися його і в деяких випадках намагалися вбити. Через численні замахів на його життя та безлічі експериментів Акселератор став замкнутим й егоїстичним. Пізніше Акселератор бере на себе більш героїчну роль, захищаючи маленьку дівчинку «Last Order» — 20001 клон Мисакі. Рятуючи, як він називає її, «малявку», йому вистрілює в голову Амайя Ао, зачіпаючи мозок. Через це поранення він втратив свої обчислювальні можливості і здатність змінювати вектори предметів. Але за допомогою мережі Місак йому вдалося в якійсь мірі відновити свої можливості.
Last Order
Вона є 20001-ю сестрою-клоном Місакі Мікото, зовні схожа на десятирічну Місаку. Є особливим замовленням. Вона — «сервер» загальної пам'яті всіх клонів. Знищивши її, фактично можна знищити разом всіх клонів. Завдяки своїй специфічності, набагато більш «жива» та життєрадісна, ніж старші прототипи. Теж каже про себе в третій особі, додаючи в кінці фрази «Сказала Місака».